# Hats Off to (Roy) Harper
"Hats Off to (Roy) Harper" é uma canção da banda britânica de rock Led Zeppelin. Lançada em seu terceiro álbum de estúdio Led Zeppelin III, em 5 de outubro de 1970. Como várias das faixas do álbum, é uma canção acústica e é especialmente conhecida por ser uma das composições mais suaves e maduras no catálogo do Led Zeppelin.

## Letras
A canção é uma mistura de fragmentos de canções de blues e letras, como "Shake 'Em On Down" por Bukka White. Portanto, a música é ao mesmo tempo uma homenagem ao cantor folk contemporâneo Roy Harper e influentes cantores de blues americano que gravaram a partir de 1930 à década de 1970.

## Inspiração
Roy Harper é um músico popular da Inglaterra quem Jimmy Page conheceu no Festival de Bath, em 1970. Ele se tornou amigo íntimo dos integrantes da banda, que o convidou para se apresentar como o ato de abertura em algumas turnês posteriores do Led Zeppelin. Em 1971, Page tocou o álbum Stormcock de Harper, aparecendo nos créditos sob o pseudônimo "S. Flavius Mercurius". Harper iria passar a desempenhar os vocais de "Have a Cigar" do Pink Floyd, no álbum Wish You Were Here de 1975. Em 1985, Page gravou um álbum com Harper chamado Whatever Happened to Jugula? Harper explicou:
Eu costumava ir até o escritório [do Led Zeppelin] em Oxford Street, onde Peter Grant e Mickie Most ficavam. E um dia Jimmy estava lá em cima e me deu o novo registro. Eu só disse obrigado e o coloquei debaixo do braço. Jimmy disse: "Olhe para isso." Então, eu toquei a pequena roda ao redor e a coloquei de volta debaixo do braço. Muito bom e tudo mais. Então ele foi "Olhe para ele!" Então eu descobri "Hats Off To (Roy) Harper". Fiquei muito sensibilizado.
De acordo com Page, durante as sessões de gravação para o Led Zeppelin III, a banda "fez todo um conjunto de country blues e números de blues tradicionais que Robert [Plant] sugeriu. Mas ["Hats Off to (Roy) Harper"] foi o único que colocamos no registro."

## Formatos e lista
1971 7" EP (Austrália: Atlantic EPA 228)
- A1. "That's the Way" (Page, Plant) 5:37
- A2. "Going to California" (Page, Plant) 3:31
- B.  "Stairway to Heaven" (Page, Plant) 8:02

## Créditos
- Robert Plant - vocal
- Jimmy Page - guitarra, baixo elétrico, saltério de apache
- John Paul Jones - bandolim
- John Bonham - pandeireta